# Emich II. (Nassau-Hadamar)
Emich II. von Nassau-Hadamar († 1. März 1359) war der zweite Sohn des Grafen Emich I. von Nassau-Hadamar und dessen Ehefrau Anna († 1355), Tochter des Burggrafen Friedrich III. von Nürnberg.

## Leben
Emich wurde, als nachgeborener Sohn, zunächst Geistlicher; 1328 und 1336 ist er als Kanoniker in Mainz bezeugt. Er scheint aber bald danach den geistlichen Stand wieder verlassen zu haben, denn ab 1337 beteiligte ihn sein Bruder Johann an der Regentschaft des väterlichen Erbes. Schon 1337 tätigte er eine Erwerbung von dem Grafen Gerhard VI. von Diez (X 1343), dem Mann seiner Schwester Jutta. Er scheint sich allerdings meist auf den Besitzungen des Hauses Nassau-Hadamar um die Reichsburg Kammerstein in Franken aufgehalten zu haben, die seit 1299 Pfandbesitz und seit 1348 Reichslehen des Hauses Nassau-Hadamar waren.
Ende 1350 oder Anfang 1351 beteiligte er sich mit seinem Bruder Johann auf der Seite seines Vetters Otto II. von Nassau-Dillenburg in dessen Fehde mit den Brüdern Gottfried und Wilderich III. von Walderdorff, in der Otto sein Leben verlor.
Vermutlich – wenn man sein späteres Verhalten in Betracht zieht – verließ Emich den geistlichen Stand in Unfrieden und mit lebenslanger Feindschaft gegenüber der Geistlichkeit. Wo sich eine Gelegenheit ergab, entzog er Stiften, Klöstern und Kirchen ihre Einkünfte. So zog er der Abtei Eberbach, dem Kloster St. Klara in Nürnberg (in dem seine Schwester Margaretha († 1343) Nonne gewesen war), dem St. Kastorstift in Koblenz und mehreren Kirchen beträchtliche Gefälle ein, die sie in Hadamarischen Landen hatten. In seinem Letzten Willen trug er seinem Bruder Johann jedoch die vollkommene Rückerstattung des den Klöstern und Kirchen entzogenen Einkommens auf.
Emich II. starb 1359 unverheiratet und ohne Nachkommen. Daraufhin regierte Johann allein.